# 国鉄EF71形電気機関車
EF71形は、日本国有鉄道（国鉄）が製造した交流電気機関車である。

## 概要
1968年の奥羽本線米沢 - 山形間交流電化ならびに既存の直流電化区間であった福島 - 米沢間の交流電化切替に伴い、急勾配を有する板谷峠での牽引定数を極力確保する必要から、EF70形に続く動軸6軸の「F形」として開発された形式が本形式である。

### 開発の経緯
板谷峠は約33‰、最大38‰の平均勾配を有し、碓氷峠・瀬野八と並ぶ急勾配区間である。
同区間は1949年より直流電化され、当初はEF15形、1951年からはEF15形に回生ブレーキを追設改造したEF16形、1964年からは抑速発電ブレーキを装備したEF64形が運用されてきた。しかし、1959年に東北本線黒磯駅以北が交流電化され、福島で分岐する奥羽本線の既存直流電化区間である同区間も、1968年10月1日のダイヤ改正で奥羽本線の米沢 - 山形間が交流電化されるのにあわせ交流電化への切替が決定したことから、対応型の勾配区間用交流電気機関車が計画され、サイリスタ位相制御・交流回生ブレーキを搭載した試作機ED94 1（後のED78 901）で試験が行われた。
同区間は貨物列車も多数運転されており、牽引定数を極力確保する必要があった。連結器の強度と勾配条件から列車重量は最大650tを想定したが、ED78形のみの重連運転では連続回生ブレーキ時の熱容量不足であること、また33‰区間での力行時に均衡電流が570A（一時間定格）を上回る懸念からF形機の開発・製造が求められた。

## 構造

### 車体
ED75形やED76形500番台などと同一の意匠で、重連運転を恒常的に行うため正面に貫通路を設けたほか、冬期の窓ガラス破損を防ぐため正面窓上部にはツララ切り、窓の周囲にはプロテクターを取り付けるボルトを備える。全長は18,500mmに達し、側面の通風口は片側7組を備える。

### 機器・性能
主電動機は国鉄新性能電気機関車の標準形式である直流直巻電動機MT52形の電機子絶縁強化タイプとなるMT52A形を6基搭載する。交流専用のため端子電圧が上げられ、1基あたりの1時間定格定格出力は450kW・総定格出力2,700kWとなり、これは国鉄交流電気機関車の最大値ではある。もっとも出力向上でなく主電動機熱容量に余裕を持たせるのがそもそもの目的であり、直流機同然の主電動機回路構成から当初から空転が頻発し、死重搭載による自重増加も試みられたが、根本的な解決には至らなかった。
制御方式はED78形と共通のサイリスタ位相制御で電力回生ブレーキも試作車ED94 1の実績を基に界磁電流制御を拡大したものとなったが、主電動機の接続は6軸を全並列接続とした場合ED78形に対して2.25倍のサイリスタを必要とするなど変圧器・整流器が大型化して機関車重量増や価格の高騰を招くことから直流機同様の2個直列3並列の固定接続になり、ED78形と同数に抑えたサイリスタ素子で6軸を制御する関係上サイリスタ素子自体の耐圧を強化、主変圧器の2次側を6分割として6組のサイリスタブリッジを配置する回路構成を採用、弱め界磁とその関連機器も設けられていない。また動軸には電気子電圧を自動で調整する空転検出装置を備えている。列車暖房用電源は主変圧器の3次巻線から供給される。
台車は前後のものはED78形とほぼ同一の仮想心皿方式を採用し後述する保安装置を備えたDT129M形およびN形を、中間台車は車体と台車側受の間にコロを挿入して曲線区間での横動を許容したDT137形を採用した。
板谷峠の厳しい線路・気象条件に対応する保安装置としては、停電や故障によって電力回生ブレーキが使用不能になった場合自動的に非常ブレーキを作動させる機能を持たせたほか、EF63形と同じく下り勾配での暴走を防ぐ過速度検知装置や勾配上での長時間停車を想定し空気ブレーキをかけた状態でロックする転動防止装置と主電動機回路の短絡による非常ブレーキ装置を備える。また、耐寒設備としては冬期の架線凍結に備え前位側のパンタグラフを必要に応じ上昇させられるような構造とし、高圧機器類も北海道向けに試作されていたED75 501に準じ全て車内に搭載している。
ED78形とは機器の共通化がなされ、KE77形ジャンパ連結器2基を通し両形式相互の重連総括制御が可能である。
なお、本形式とED78形の板谷峠における牽引定数は以下のとおりであった。
- EF71形単機…通常430t（最大450t）
- ED78形単機…300t（最大330t）
- ED78形重連…540t
- EF71形とED78形の重連、もしくはEF71形重連…650t
  - ED78形は粘着係数上はEF71同等以上の牽引は可能であるが、主電動機の熱容量が足らず制限が加わる。
  - EF71形の性能上は計画最大730tであったが、急勾配区間での非常ブレーキ時に加わる自連力（連結器に過大な力が掛かること）の影響から制限された[6]。

## 形態区分
1968年から1970年にかけて製造された1次形と、1973年に製造された2次形に分類される。各製造次別の製造メーカー・名目・予算は下記表を参照。
| 製造次 | 車両番号 | 製造年 | 製造メーカー        | 製造名目                                                                            | 予算              |
| 1次形  | 1 - 5    | 1968年 | 東芝                | 1968年10月ダイヤ改正における奥羽本線福島 - 米沢間交流切替 同線米沢 - 山形間電化開業 | 昭和42年度2次債務 |
| 1次形  | 6 - 11   | 1968年 | 三菱重工業 三菱電機 | 1968年10月ダイヤ改正における奥羽本線福島 - 米沢間交流切替 同線米沢 - 山形間電化開業 | 昭和42年度2次債務 |
| 1次形  | 12       | 1969年 | 東芝                | 団体列車増発                                                                        | 昭和43年度5次債務 |
| 1次形  | 13       | 1970年 | 東芝                | 寝台特急「あけぼの」運転開始                                                        | 昭和44年度3次債務 |
| 2次形  | 14・15   | 1973年 | 東芝                | 寝台特急「あけぼの」増発                                                            | 昭和47年度2次債務 |

また製造年次により以下で解説する変更点がある。
1969年製造車（12）
- 運転室前面窓ガラスに熱線入り窓ガラスを採用しデフロスターを廃止
- ATS警報持続装置と電源未投入防止装置を新設
- 補機類や床下機器配置の一部変更

1970年製造車（13）
- TE・EB装置の新設
- 20系客車けん引時に非常ブレーキ指令を編成に電気指令する配慮から同期指令ブレーキ回路を新設し、スカート内にKE72H形ジャンパ連結器を追加
  - EF65形500番台（P形）・ED75形1000番台など最高速度95km/h以上での運転を考慮したものと異なり、非常ブレーキ時に全編成に同期的な作用を促し自連力の発生を抑えるため電空帰還器を装備せず、ブレーキ弁の非常接点のみ編成に引き通している。

1973年製造車（14・15）
- 正面下部の前面通風口を廃止
- 運転室内部に扇風機を新設、車体の難燃化や回路の保安対策を強化
- ブロック式ナンバープレートの採用
- 尾灯の小型化、および外ハメ式化
- 飾り帯の銀ペンキ塗装化
- 空転頻発対策として粘着力向上のため4.8tの死重を搭載し総重量が96.0tから100.8tに増加
- 軸重も16.0tから16.8tに増加
- 主電動機回路・空転検出回路の変更ならびに限流値制限制御装置を新設
- 運用区間の関係から直流き電区間冒進のおそれがないため主回路機器保護対策の主ヒューズを省略
- 地上変電設備の改修により誘導障害対策で機関車側に装備されていた高調波フィルターを省略

### 製造後の改造
変圧器・整流器や制御機器の改修
- 1 - 11は運用開始直後に変圧器やサイリスタ機器を中心に相次いで故障を起こした[注 6]ため、これらの実績を基に機器の改修が施された。

20系客車牽引対応改造と一人乗務対応化改造
- 1 - 12は1971年度中に順次同期指令ブレーキ回路とKE72Hジャンパ連結器を追加し、同時にTE・EB装置を搭載した。

空転対策の強化と高調波フィルターの使用停止
- 1 - 13は1973年以降2次形に準じた死重搭載による軸重増加や空転検出回路の変更などを行い、高調波フィルターの使用も停止した。

ヘッドマークステーの追設
- 1985年に寝台特急のヘッドマーク復活に際し施工。

列車無線装置の更新
- 本形式とED78形には福島 - 米沢間での異常時に福島機関区や列車指令と交信するための無線機が備えられていたが、国鉄分割民営化直前の1986年以降は他線区と共通の無線機とし、専用のアンテナを屋根上に設置した。

運転室側窓のユニットサッシ化改造
- 1982年以降隙間風対策として1980年製のED78 12・13と同一形状のアルミサッシに交換する工事が行われたが、1・4・6・9・14は未施工のまま最後まで運用された

## 運用

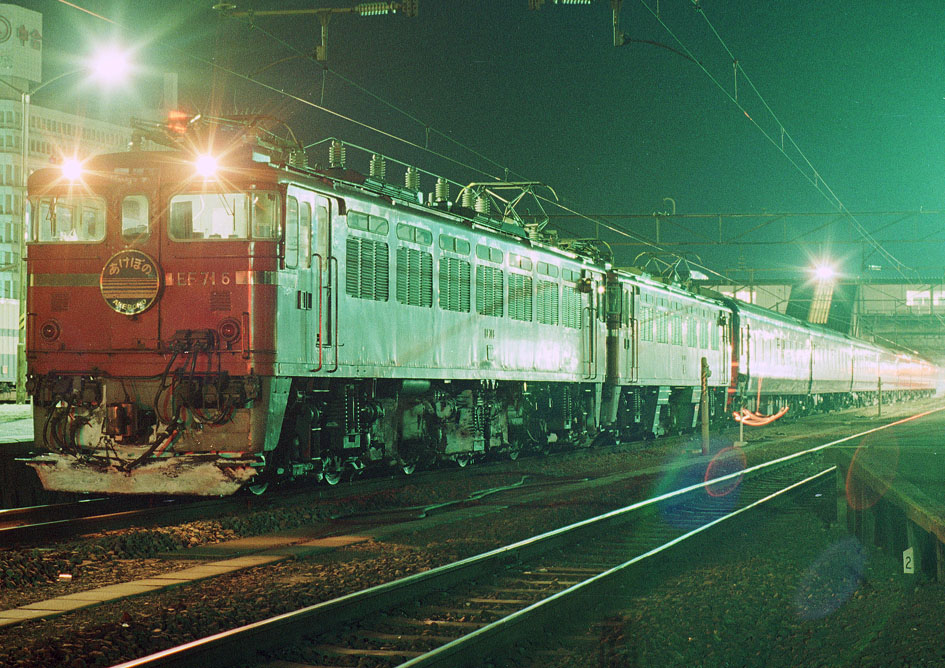
EF71 6+ED78けん引「あけぼの」（1987年）

1968年の製造後7月から8月に東北本線・磐越西線でED78形とともに試運転や性能試験を実施、さらに先行して交流電化工事を完成した置賜 - 蔵王間で乗務員の訓練運転を行い、1968年10月1日のダイヤ改正を前にした9月22日に交流への切替工事が完了した福島 - 米沢間で本格的な運用を開始し、翌9月23日からは山形まで運用範囲を拡大した。
全機が福島機関区に配置され「津軽」に代表される急行列車や普通列車・貨物列車のほか、1970年夏から運転を開始した寝台特急「あけぼの」の牽引など広汎に使用された。当初はED78形牽引列車の補機として福島 - 米沢間での運用を主体とし、一部列車のみ山形まで牽引することとなっていたが、仙山線の使用電機をED78形に統一した1970年以降は機関車運用が変更され旅客列車を中心に本形式の単機ないし重連で福島 - 山形間を直通運転することも多くなり、編成重量の関係から特に重連運転を必要とした一部の列車を除くと本務機と補機の区別が曖昧なものとなった。
本形式の純粋な補機としての運用例としては、キハ80系を使用していた特急「つばさ」への投入がある。同列車での補機運用は1970年に大出力機関搭載のキハ181系に車種変更されたことで一旦は解消されたが、連続勾配下や高速運転での過負荷運用によりキハ181系の機関過熱や故障が多発し列車の遅延や運休が続出したため、1973年以降は負荷軽減のため再度本形式による補機運用が再開された。当該運用は1975年11月の奥羽本線全線電化完成による「つばさ」485系電車化で終了した。
1970年に運転開始した寝台特急「あけぼの」も運転当初は20系客車13両編成の編成重量が書類上410tと牽引定数内に収まっていたことから本形式が単機で牽引したが、同列車は冬季に空転が頻発、臨時に補機を連結する運用が常態化していた。このため1977年8月に本格的に空転問題の調査を実施した結果、夏季でも悪天候時を中心に「あけぼの」は福島 - 米沢間で他列車を上回る遅延率を示し、その要因としては1972年以降工事が進められた20系客車の不燃化対策および汚物処理装置取り付けによる重量増による牽引定数超過と判断されたことから、同年10月には「あけぼの」の編成重量を13両編成470t、季節によっては2両減車の11両編成410tと変更し、運転安定化のため本形式、もしくはED78形の補機連結が正式化された。

### ゴーサントオ後
1978年10月ダイヤ改正では「あけぼの1・4号」は改正前と同じ13両編成（470t)をED78形重連で牽引、「あけぼの2・3号」は11両編成(410t)に減車のうえ本形式の単機牽引と定めたが、積雪時や悪天候時には410tに減車しても余裕がなく、空転・滑走が多発し、ED78の連結が常態化した。。
1980年10月1日国鉄ダイヤ改正に際しては「あけぼの」全列車を24系客車（12両編成、440t）への置き換えによる機関車運用増や粘着係数への対応からED78 12・13号機が増備され、同改正で「あけぼの」は福島 - 山形間はED78形重連の限定運用とされたが、上下2往復ともが福島 - 米沢間ですれ違うダイヤであった「あけぼの」運用に合計8両のED78形を投入すると運用に余裕がないことから本形式との重連運用へ変更されることも多く、1982年11月15日国鉄ダイヤ改正では「津軽」1往復の格上げによる「あけぼの」増発でさらに夜間の重連運用が増えたこともあり、同改正後は本形式とED78形の重連が基本となった。その後1986年11月1日国鉄ダイヤ改正の列車編成見直しによる減車、1988年の「北斗星」新設による「あけぼの」1往復削減を経て後述する1990年の奥羽本線改軌工事までの間は「あけぼの」は本形式同士、本形式とED78形、あるいはED78形同士による重連運転が行われた。

### 民営化後
国鉄分割民営化時には1を除いた全機が福島運転所（旧・福島機関区）所属のまま東日本旅客鉄道（JR東日本）に承継。引き続きED78形とともに運用され、1988年の8月末から9月初旬には東北本線が岩手県内で不通になったことで奥羽本線を迂回した「北斗星」をED78形と重連で牽引したが、客車夜行列車の統廃合や国鉄末期の荷物列車廃止、福島 - 山形間を経由する貨物列車の削減などで運用は狭まっており、末期まで残った板谷峠越え普通列車運用では、わずか2・3両ほどの短編成客車列車を牽引するという状態が多くなっていた。なお、JRマークはED77・ED78と同様、引退まで貼り付けされなかった。
1990年より福島 - 山形間標準軌化による山形新幹線建設工事が始まり、8月31日には福島 - 米沢間の単線化に伴い定期夜行列車での運用が消滅、以降は普通列車と貨物列車（山形 - 漆山間）、臨時列車などで運用されたが、こちらも1991年8月26日をもって終了した。
運用終了後、10両（2 - 8・10・14・15号機）が福島運転所構内に留置されていたが、1993年4月から順次郡山工場へ福島運転所所属のED75形の牽引で2両ずつ回送され、解体された。
1987年に廃車となった1号機のみ解体を免れ、福島運転所で保管ののち、2002年より新幹線総合車両センターで静態保存されていたが、2019年12月に他の保存機と共に解体されたため現存しない。